# Hattstatt
Hattstatt (en alsacià Hàttschet) és un municipi francès, situat a la regió del Gran Est, al departament de l'Alt Rin. L'any 2006 tenia 840 habitants. Limita amb Herrlisheim-près-Colmar, Gueberschwihr i Rouffach.

## Demografia
| 1962 | 1968 | 1975 | 1982 | 1990 | 1999 |
| ---- | ---- | ---- | ---- | ---- | ---- |
| 612  | 649  | 671  | 691  | 721  | 784  |

## Administració
| Període | Identitat           | Partit |
| ------- | ------------------- | ------ |
| 2001-   | Jean-Jacques Felder |        |

## Galeria d'imatges

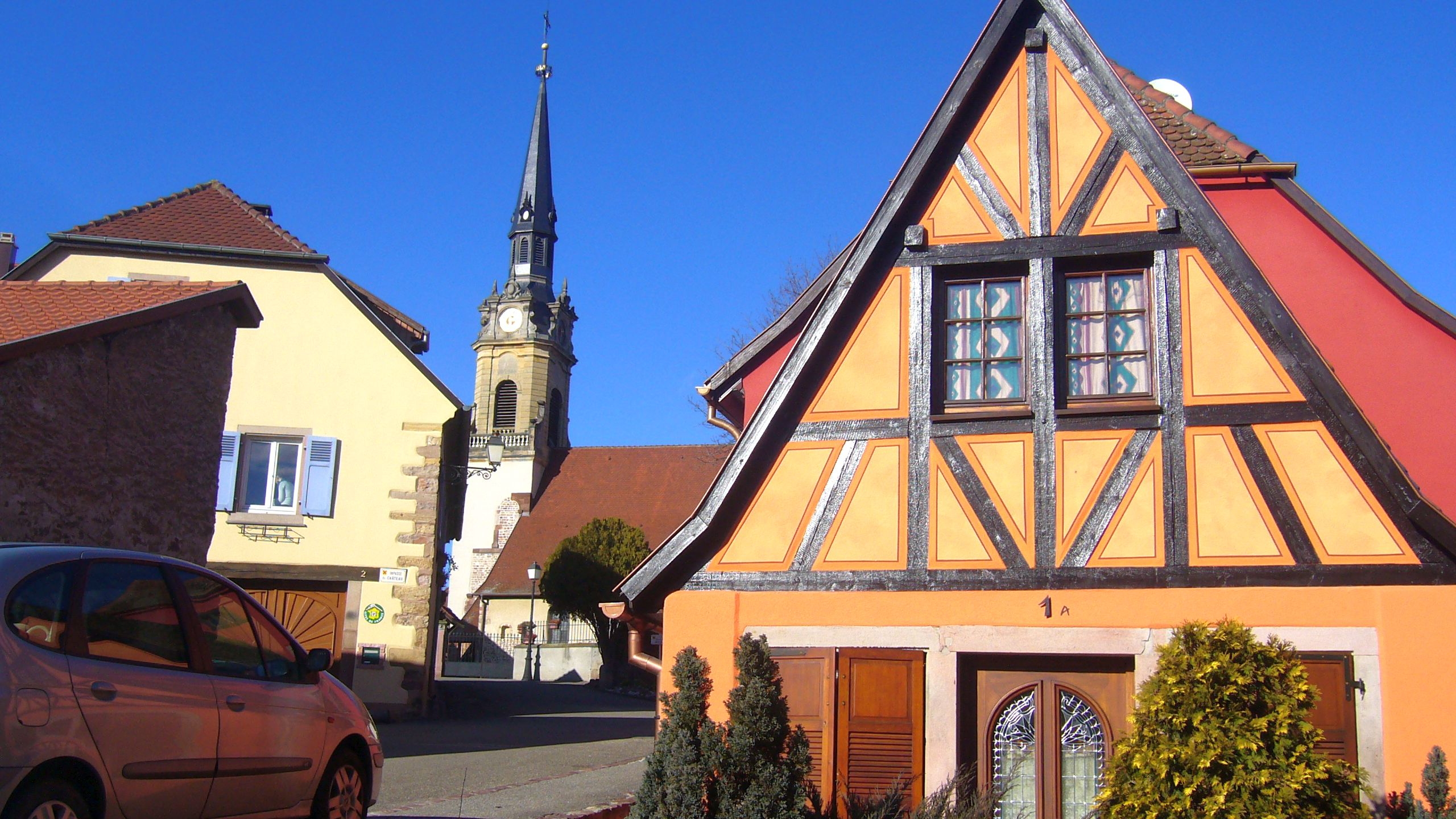
Església de Sainte-Colombe
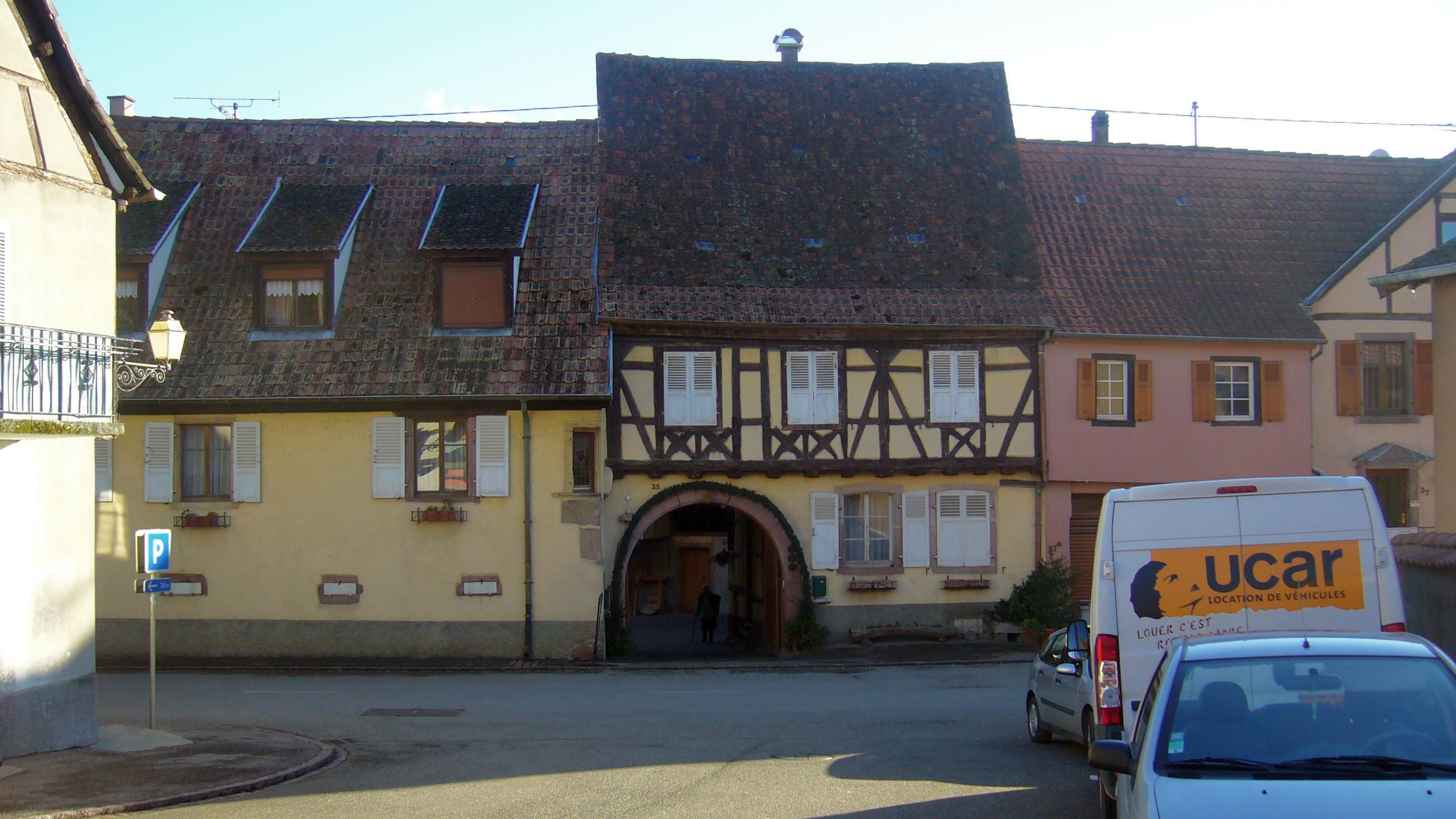
Casa de vinyataires de 1535
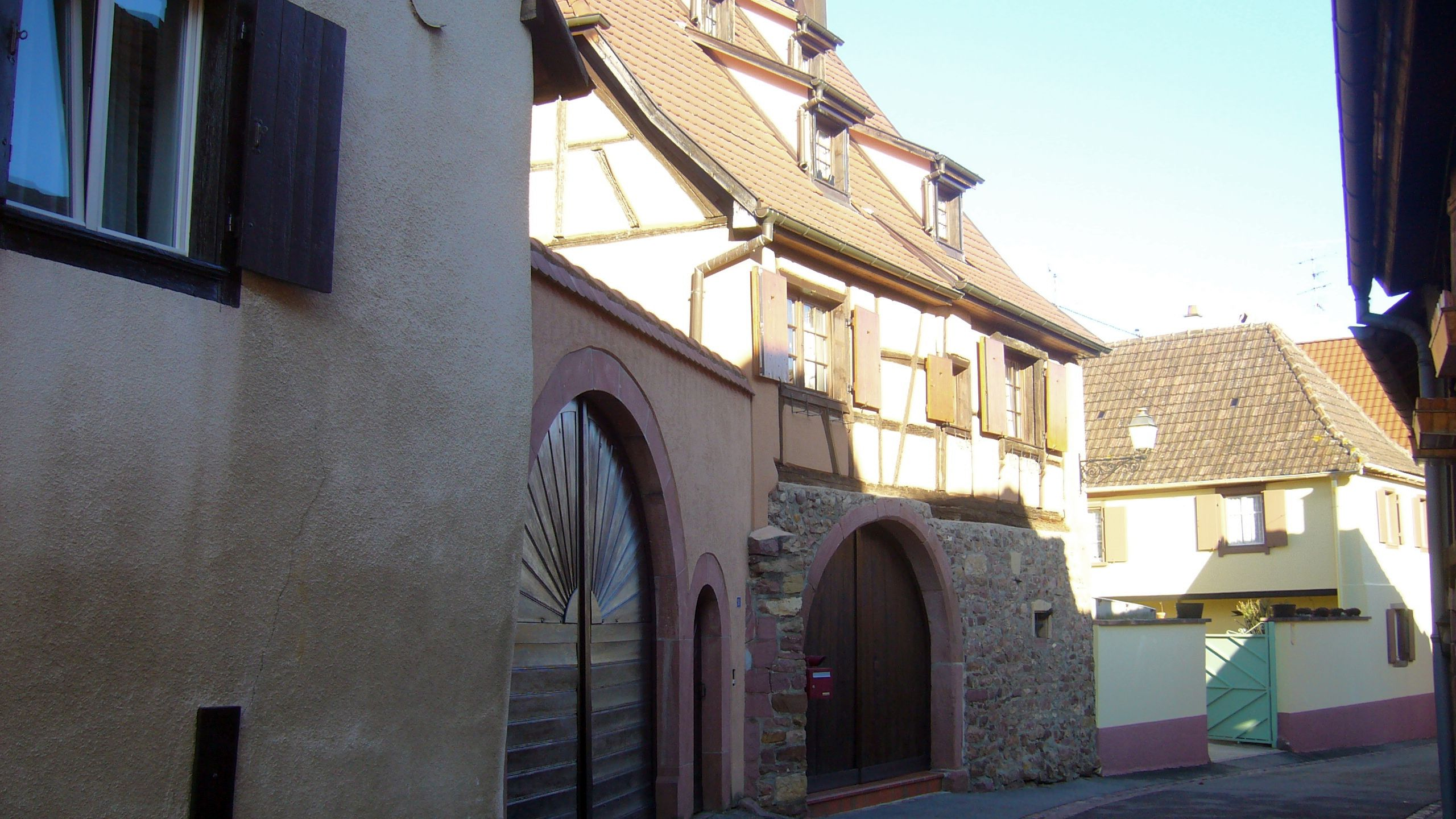
Casa de vinyataires de 1703